# Francesco Montanari (attore)
Francesco Montanari (Roma, 4 ottobre 1984) è un attore italiano.

## Biografia
Diplomatosi presso l'Accademia nazionale d'arte drammatica, Francesco Montanari partecipa al saggio di diploma dell'allievo regista Jacopo Bezzi, I bambini di sale, e diventa famoso per la sua partecipazione, nel ruolo del "Libanese", in Romanzo criminale, serie tv ispirata alla vera storia della banda della Magliana. Nel 2009 è nel film Oggi sposi, con la regia di Luca Lucini. Ha inoltre partecipato, al fianco di Benedicta Boccoli e Sebastiano Somma, allo spettacolo teatrale Sunshine, diretto da Giorgio Albertazzi e, insieme a Riccardo De Filippis, a Il Calapranzi di Giorgio Caputo, tratto da Harold Pinter.
Nel 2010 è protagonista dello spettacolo Killer Joe, di Tracy Letts, con la regia di Massimiliano Farau, al fianco di Alessandro Marverti, Chiara Claudi, Andrea Ricciardi e Patrizia Ciabatta: interpreta l'omonimo sicario Killer Joe. Nello stesso anno recita da protagonista anche in Piccoli equivoci di Claudio Bigagli insieme a Mauro Meconi e Diane Fleri. Recita quindi, ancora protagonista e assieme a Vanessa Hessler, nel film thriller Sotto il vestito niente - L'ultima sfilata di Carlo Vanzina. Nel 2012 interpreta la parte di un senzatetto nel videoclip di Luciano Ligabue M'abituerò, diretto e prodotto da Marco Salom. Nello stesso anno è il protagonista del cortometraggio di Francesco Felli L'ultimo giro di valzer, assieme a Serena Autieri, nel quale interpreta il difficile ruolo di un malato di SLA.
Nel 2013 compare in Squadra antimafia interpretando Achille Ferro, spietato mafioso catanese. Valerio Binasco lo sceglie per interpretare Romeo nella pièce Romeo e Giulietta prendendo il testimone di Riccardo Scamarcio. Nello stesso anno interpreta una drag queen nel film Come non detto per la regia di Ivan Silvestrini. Nel 2014 è in scena con Parole incatenate insieme a Claudia Pandolfi per la regia di Luciano Melchionna. Nel 2015 interpreta Giovanni nello spettacolo teatrale Il più bel secolo della mia vita, recitando al fianco di Giorgio Colangeli, ed è ospite alla festa de Il Fatto Quotidiano per interpretare Massimo Carminati nelle intercettazioni di Mafia Capitale. Nel 2016 conduce, assieme ad Alessandro Bardani, una trasmissione radiofonica di nome Happy Hour su Radio 2.
Nel 2018 è il protagonista della fiction Il cacciatore, trasmessa su Rai 2 e tratta dal romanzo autobiografico Cacciatore di mafiosi del magistrato Alfonso Sabella, nel ruolo del PM Saverio Barone (personaggio ispirato a Sabella), membro del pool antimafia di Palermo, impegnato nella ricerca di latitanti mafiosi nella Sicilia degli anni a cavallo tra il 1993 e il 1999, la cui interpretazione vale all'attore il premio come miglior interprete maschile all'edizione 2018 del Cannes International Series Festival. Nello stesso anno riceve il prestigioso Premio Internazionale Vincenzo Crocitti "Attore In Carriera”.
Nel 2019 partecipa alla serie I Medici insieme a Daniel Sharman nel ruolo di Girolamo Savonarola.
Nel 2021 affianca Roberto Bolle alla conduzione di Danza con me, programma di Rai 1, e poi inizia le riprese per la nuova serie Sky dal titolo Impero, che poi viene rinominata Il grande gioco e che va in onda l'anno successivo.

### Vita privata
Dopo aver avuto una relazione di due anni con l’attrice Vanessa Hessler, dal 2016 al 2020 è stato sposato con la conduttrice televisiva Andrea Delogu. La coppia si è separata nel gennaio 2021.
Il 14 giugno 2025 si è sposato in Puglia con la psicologa Federica Sorino dopo quattro anni di fidanzamento; la cerimonia è stata celebrata da Paolo Stella.

## Filmografia

### Cinema
- Oggi sposi, regia di Luca Lucini (2009)
- Tutti al mare, regia di Matteo Cerami (2011)
- Sotto il vestito niente - L'ultima sfilata, regia di Carlo Vanzina (2011)
- Come non detto, regia di Ivan Silvestrini (2012)
- La settima onda, regia di Massimo Bonetti (2015)
- Un Natale stupefacente, regia di Volfango De Biasi (2014)
- In bici senza sella, registi vari (2016)
- L'amore rubato, regia di Irish Braschi (2016)
- Ovunque tu sarai, regia di Roberto Capucci (2017)
- Le verità, regia di Giuseppe Alessio Nuzzo (2017)
- Sole cuore amore, regia di Daniele Vicari (2017)
- Dolceroma, regia di Fabio Resinaro (2019)
- La volta buona, regia di Vincenzo Marra (2019)
- Regina, regia di Alessandro Grande (2020)
- Appunti di un venditore di donne, regia di Fabio Resinaro (2021)
- Ero in guerra ma non lo sapevo, regia di Fabio Resinaro (2022)
- Runner, regia di Nicola Barnaba (2024)
- L'invenzione di noi due, regia di Corrado Ceron (2024)

### Televisione
- Distretto di Polizia 7, regia di Alessandro Capone – serie TV, episodio 7x04 (2007)
- Aldo Moro - Il presidente, regia di Gianluca Maria Tavarelli – miniserie TV (2008)
- Romanzo criminale - La serie, regia di Stefano Sollima – serie TV (2008-2010) - Ruolo: Il Libanese
- Squadra antimafia 5 - serie TV, 9 episodi (2013) - Ruolo: Achille Ferro
- Questo è il mio paese, regia di Michele Soavi – serie TV (2015)
- Boris Giuliano - Un poliziotto a Palermo – miniserie TV (2016)
- New School, serie TV, stagione 2  episodio 13 - Mago Bungini (2018-2019)
- Il cacciatore, regia di Stefano Lodovichi, Davide Marengo e Fabio Paladini – serie TV, 28 episodi (2018-2021)
- I Medici - Nel nome della famiglia (Medici: The Magnificent), regia di Christian Duguay – serie TV (2019)
- Il grande gioco, regia di Fabio Resinaro e Nico Marzano – serie TV (2022)
- Maschi veri, regia di Matteo Oleotto e Letizia Lamartire – serie TV (2025)

### Cortometraggi
- Via L. Maroi 21, regia di Emanuele Flangini (2008)
- Lotta, regia di Daniele Anzellotti (2008)
- Stanotte ho deciso di dormire, regia di Emanuele Flangini (2010)
- Chimères absentes, regia di Fanny Ardant (2010)
- Ce l'hai un minuto?, regia di Alessandro Bardani (2012)
- L'ultimo giro di valzer, regia di Francesco Felli (2012)
- Radice di 9, regia di Daniele Barbiero (2016)

## Teatro
- La presidentessa, regia di Maurizio Lops
- Icaro Scalzo, regia di Antonio Mastellone
- Il ventaglio, regia di Maurizio Lops
- William Wilson, regia di Lara Pasquinelli
- Checoviana, regia di Mario Ferrero
- La Tempesta, regia di Lorenzo Salveti
- Amore, regia di Luigi Antonelli
- Enrico IV, regia di Roberto Guicciardini
- Fedra's love, regia di Benedetta Pontellini
- Il funerale del padrone, regia di Massimo De Michele
- L'anniversario, regia di Lorenzo Salveti
- L'orso, regia di Lorenzo Salveti
- La domanda di matrimonio, regia di Lorenzo Salveti
- TU TU TU, regia di Lorenzo Salveti
- Sunshine, regia di Giorgio Albertazzi
- Fontamara, regia di Michele Placido
- Piccoli equivoci, regia di Claudio Bigagli
- Le mille e una note, regia di Gigi Palla
- Il Calapranzi, regia di Giorgio Caputo
- Romeo e Giulietta, regia di Valerio Binasco
- Parole incatenate, regia di Luciano Melchionna
- Il pigiama, ovvero solo gli stupidi si muovono veloci, regia di Daniele Prato
- Oscillazioni, regia di Giuseppe Marini
- Killer Joe, regia di Massimiliano Farau
- Il più bel secolo della mia vita, regia di Alessandro Bardani e Luigi di Capua
- Potevo far fuori la Merkel, regia di Marcello Cotugno e Fortunato Cerlino
- Cattivi ragazzi, regia di Veruska Rossi e Guido Governale
- Americani, regia di Sergio Rubini
- Uno Zio Vanja, regia di Vinicio Marchioni
- Il Giocattolaio, regia di Enrico Zaccheo
- Da me a Riccardo III, regia di Fausto Costantini[5]
- Apologia di Socrate, regia di Fausto Costantini[6]
- L'uomo più crudele del mondo, regia di Davide Sacco[7]
- Cristo di periferia, regia di Davide Sacco[8]
- Amleto, regia di Davide Sacco[9]
- Storia di un cinghiale, testo e regia di Gabriel Calderón (2025)
- Il medico dei maiali, regia di Davide Sacco (2025)

## Programmi TV
- Danza con me (2021)

## Video musicali
- M'abituerò, di Luciano Ligabue (2012)
- Stalingrado, di Kento (2010)
- Goccia dopo goccia, de Le Mani (2010)
- Pugni al cielo, dei Rapcore
- Il rimedio la vita e la cura, di Chiara Galiazzo (2014)
- Nonostante tutto, di Gemitaiz (2016)
- Noi casomai, dei Tiromancino (2018)
- Ricordami, di Tommaso Paradiso (2020)

## Webserie
- Super G – webserie, 8 episodi (2011)
- Felici & contenti - pillole di becchinaggio - webserie, 5 episodi (2012)

## Riconoscimenti
- Nastri d'argento 2015 - Premio come miglior attore per il cortometraggio Mala vita
- Premio Guglielmo Biraghi alla Mostra internazionale d'arte cinematografica di Venezia come attore emergente 2011[10]
- Cannes International Series Festival 2018 - Premio per la miglior interpretazione maschile per Il cacciatore.
- Premio Vincenzo Crocitti 2018 "Attore in carriera"
- Premi Flaiano 2018 - Premio per la migliore interpretazione maschile per Il cacciatore
- Premio Ovidio Giovani 2022[11]
- Il Vitti D’Oro (su Raiuno) per la meravigliosa carriera da interprete.